# Alex Scott
Alexandra Virina "Alex" Scott, MBE (født 14. oktober 1984) er en engelsk fodboldspiller, der spiller som højre back for Arsenal i FA WSL ot Englands kvindefodboldlandshold. Scott har spillet over 130 kampe for English og har også repræsenteret Storbritannien ved Sommer-OL 2012.
På klubniveau har Scott tre gange spillet for Arsenal, og ind imellem perioderne med Arsenal har hun spillet for Birmingham City i 2004–05 og i tre år spillede hun for det amerikanske hold Boston Breakers. Hun scored sejrsmålet for Arsenal i UEFA Women's Cup 2007 finalen.